# Strackgasse 10 (Bad Camberg)

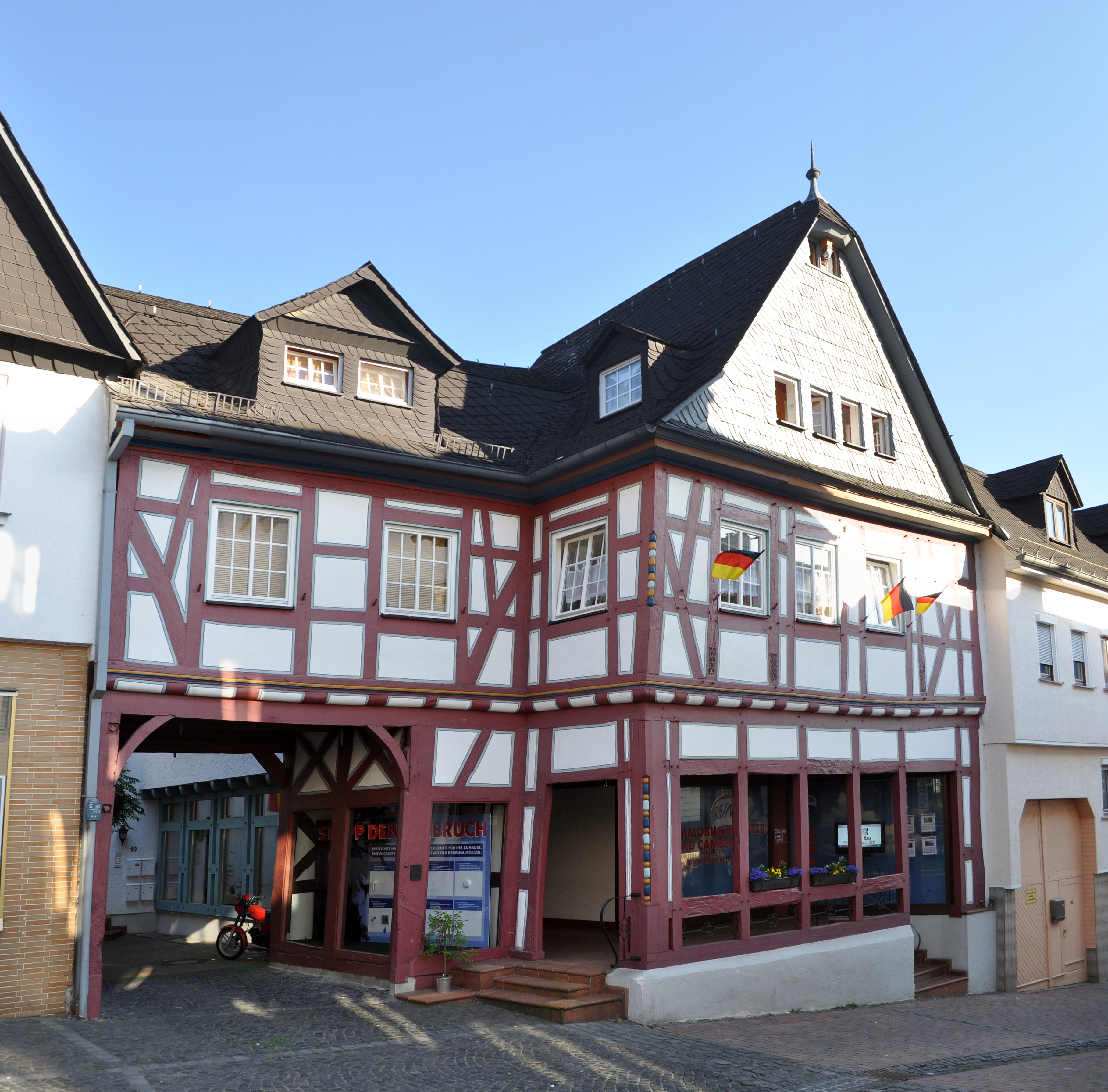
Gebäude Strackgasse 10 in Bad Camberg

Das Gebäude Strackgasse 10 in Bad Camberg, einer Stadt im Süden des mittelhessischen Landkreises Limburg-Weilburg, ist ein Wohnhaus, das als Kulturdenkmal geschütztet ist.
Der Fachwerkbau hat ein einheitliches Gefüge aus einem giebelständigen Wohnhaus und anschließendem Toreinfahrtbau, mit dem die Gesamtflucht der Strackgasse zurückgenommen wird. Das sparsame, in Teilen veränderte Fachwerk hat große Fenster und eine starke Verstrebung der Torwände. An der freien Ecke sind geschnitzte Perlstäbe zu sehen.
Unter der abgewalmten Giebelspitze ist die Maskenkonsole eines bärtigen Mannes angebracht, durch dessen Mund die Lastseile liefen.